# Etheostoma flabellare
Etheostoma flabellare è un piccolo pesce d'acqua dolce appartenente alla famiglia Percidae.

## Distribuzione e habitat
Questa specie è diffusa in America del Nord, nelle acque del bacino idrografico dei Grandi Laghi e del fiume Mississippi, ma anche dalla Carolina del Sud all'Oklahoma, dove frequenta piccoli e medi corsi d'acqua

## Descrizione
Presenta un corpo allungato e compresso ai fianchi, con testa triangolare. Come gli altri Etheostoma possiede due pinne dorsali, la prima è bassa e retta da raggi grossi, la seconda è alta, opposta e simmetrica alla pinna anale. Le pinne ventrali e pettorali sono ampie. La pinna caudale è a delta. La livrea presenta un colore di fondo bruno-beige, tendente al giallo ocra su ventre e peduncolo caudale, sulla testa una diffusa marezzatura bruna con una linea orizzontale bruna che attraversa l'occhio, mentre il resto del corpo presenta alcune chiazze brune irregolari che dal dorso scendono ai fianchi, su un fondo di puntinature brune. Le pinne dorsali e la pinna caudale sono giallastre, marezzate di bruno e tendenti al trasparente, le altre pinne sono giallo vivo tendenti al trasparente.

Raggiunge una lunghezza massima di 8,4 cm.

## Riproduzione
La riproduzione ha un solo picco annuale; le uova, da poche decine a qualche centinaio, sono deposte sotto le pietre del fondale e sorvegliate dai maschi. Alcuni studi hanno dimostrato come i maschi pratichino spesso il cannibalismo, divorando una parte delle uova.

## Alimentazione
E. flabellare si nutre di effimere, tricotteri, ditteri, copepodi, isopodi e anfipodi.